# John Whitehurst
Pour l’article homonyme, voir Whitehurst.
John Whitehurst (10 avril 1713 – 18 février 1788), originaire du comté de Cheshire, est un horloger et un scientifique anglais qui contribua de façon notable aux débuts de la géologie. Élu à la Royal Society, il fut aussi un membre influent de la Lunar Society.

## Vie et œuvre
Whitehurst naquit à Congleton, dans le Cheshire, d'un père horloger, John Whitehurst l'ancien. Le jeune Whitehurst ne reçut qu'une formation classique sommaire mais apprit l'horlogerie auprès de son père, qui encouragea également son désir de connaissance. À vingt-et-un ans, le fils se rendit à Dublin pour examiner une horloge au mécanisme particulier dont il avait entendu parler. En 1722 il inventa un « moteur à pulsation » (pulsation engine), dispositif d'élévation de l'eau qui annonçait le bélier hydraulique.
Vers 1736 Whitehurst se mit à son compte à Derby, où il eût tôt fait d'obtenir de l'ouvrage tout en s'illustrant par la mise au point de plusieurs mécanismes ingénieux. Il réalisa entre autres travaux l'horloge de l'hôtel de ville, ce qui lui valut pour récompense d'être fait bourgeois de la cité le 6 septembre 1737. Il construisit également thermomètres, baromètres et autres instruments scientifiques et s'intéressa aux systèmes d'adduction d'eau. Il était consulté dans presque tous les projets qui, dans le Derbyshire et les comtés voisins, demandaient des compétences en mécanique, pneumatique ou hydraulique.
En 1774, Whitehurst obtint un poste à la Royal Mint (« Monnaie royale »), à Londres. En 1775, lors de la promulgation de la loi pour l'amélioration des règles de frappe de l'or, il reçut sans aucune sollicitation de sa part la charge du poinçon des poids monétaires, sur la recommandation du duc de Newcastle. Whitehurst emménagea à Londres où il consacra le reste de sa vie à sa carrière scientifique et où sa maison de Colt Court, sur Fleet Street (qui avait été habitée auparavant par James Ferguson) était fréquentée par d'autres savants de renom.
En 1778, Whitehurst publia sa théorie sur les couches géologiques dans An Inquiry into the Original State and Formation of the Earth (« Enquête sur l'état d'origine et la formation de la Terre »). L'intention première de l'ouvrage, qu'il avait commencé à préparer alors qu'il vivait encore à Derby, était de faciliter la découverte des minéraux précieux sous la surface de la Terre. Il poursuivait ses recherches avec tant d'ardeur que cela tendit à compromettre sa santé.
Le 13 mai 1779, Whitehurst fut élu membre de la Royal Society et en 1783 fut envoyé en Irlande pour examiner la Chaussée des Géants et les vestiges volcaniques du nord de l'île. Il incorpora ses observations à la seconde édition de son Inquiry. Vers 1784 il réalisa un système de ventilation pour St Thomas' Hospital. En 1787 il publia à Londres An Attempt towards obtaining invariable Measures of Length, Capacity, and Weight, from the Mensuration of Time (« Tentative d'obtenir des mesures invariables de longueur, capacité et poids à partir de la mesure du temps »). Whitehurst voulait étudier la forme de la Terre en mesurant les variations de la gravitation. Pour ce faire, il étudia le mouvement de pendules pesants en différents endroits. Il mesura la longueur du pendule, la fréquence de ses oscillations et la longueur du trajet parcouru par sa tête. Il compara ces données aux valeurs théoriques qu'il avait calculées sous l'hypothèse d'un globe sphérique. À partir des résultats obtenus il put déduire à peu près la forme de la Terre et de nombreuses particularités en rapport avec la force de gravitation.
Le 9 janvier 1745, Whitehurst épousa Elizabeth Gretton, sœur de George Gretton, recteur de Trusley and Dalbury dans le Derbyshire. Après sa mort en 1788 dans sa maison de Bolt Court, il fut enterré au côté de son épouse au cimetière de Saint Andrew, sur Gray's Inn Road. Ils ne laissèrent pas d'enfant.
Il a été suggéré que Whitehurst aurait servi de modèle pour le personnage du philosophe dans le tableau de Joseph Wright, A Philosopher Lecturing on the Orrery, aujourd'hui visible au Derby Museum and Art Gallery.

## Écrits (sélection)
- (en) John Whitehurst, An Inquiry into the Original State and Formation of the Earth, Londres, J. Cooper, 1778, 2e éd., 283 p. (ISBN 978-0-405-10465-7, LCCN 77006548, lire en ligne)
- (en) John Whitehurst, An Attempt Towards Obtaining Invariable Measures of Length, Capacity, and Weight, From the Mensuration of Time, Independent of the Mechanical Operations Requisite to Ascertain the Center of Oscillation, or the True Length of Pendulums, Londres, W. Bent, 1787